# Paul Centopani
Paul Centopani (Kensington (New York), 29 april 1960), beter bekend als Paul Roma, is een Amerikaans professioneel worstelaar die vooral bekend is van zijn tijd bij World Wrestling Federation, van 1985 tot 1991, en World Championship Wrestling, van 1993 tot 1995.

## In het worstelen
- Finishers
  - Diving elbow drop

- Signature moves
  - Diving splash
  - Dropkick

- Managers
  - Slick
  - Masked Assassin
  - Mr. Ruby

## Prestaties
- Catch Wrestling Association
  - CWA World Middleweight Championship (1 keer)

- Independent Association of Wrestling
  - IAW Heavyweight Championship (3 keer)
  - IAW Tag Team Championship (3 keer; 1x met Repo Man, 1x met Hercules en 1x met Alex Roma)

- Pro Wrestling Illustrated
  - PWI Most Improved Wrestler of the Year (1990)

- World Championship Wrestling
  - WCW World Tag Team Championship (3 keer; 1x met Arn Anderson en 2x met Paul Orndorff)